# Eurodryas mandschurica
Eurodryas mandschurica är en fjärilsart som beskrevs av Otto Staudinger 1892. Eurodryas mandschurica ingår i släktet Eurodryas och familjen praktfjärilar. Inga underarter finns listade i Catalogue of Life.